# Ford Dagenham

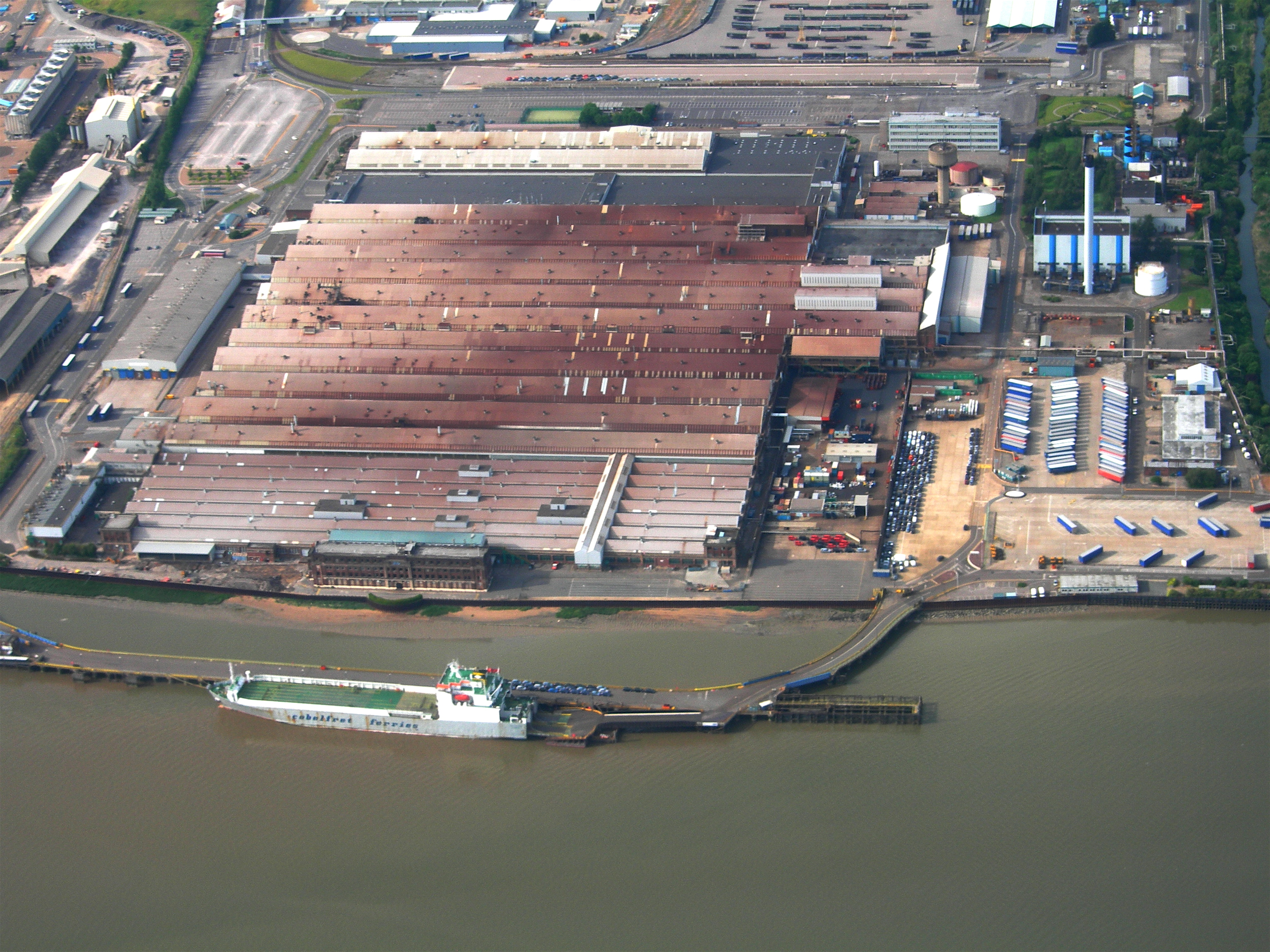
Ford Dagenham

Ford Dagenham är fordonstillverkarens Fords tillverkningsfabrik i Dagenham i nordöstra London. Fabriken öppnade 1931 och har tillverkat över 10 miljoner bilar och 37 miljoner motorer. Fordonstillverkningen lades ner 2002. Idag tillverkar man framförallt dieselmotorer och har 4000 anställda.
Planeringen av Dagenhamfabriken började under 1920-talet och fabriken ersatte Trafford Park-fabriken i Manchester. Fabriken ligger vid Themsen vilket vid uppförandet sågs som en viktig  förutsättning för att transportera material. Detsamma gällde föregångaren i Manchester och den fabrik man vid samma tid byggde i Köln. Det första spadtaget togs av Edsel Ford 1929 och 1931 startade tillverkningen. Det första fordonet att lämna fabriken var den lilla lastbilsmodellen Ford AA. 1937 var årsproduktionen 37 000 fordon, framförallt var det modellen Ford 8 som var populär. Efter andra världskriget började tillverkningen av klassiska brittiska Fordmodeller som Ford Zephyr, Ford Cortina och Ford Anglia och fabriken byggdes ut och moderniserades. 1953 arbetade 40 000 i fabriken. 
Ford of Europe skapades 1967 då brittiska och västtyska Ford i Köln lades samman och nu fick samma modeller. Ford byggde vid samma tid nya fabriker i Saarlouis och Spanien och fabriken i Dagenham sågs som en fabrik av den gamla modellen. Strejker gjorde också att Dagenhamfabriken hade problem, bland annat ställdes tillverkningen in under tre månader början av 1970-talet. Under 1990-talet förde Ford över mer och mer tillverkning till kontinenten, bland annat Belgien och år 2000 tillverkades bara Fiesta i Dagenham.
Den brittiska filmen Flickorna i Dagenham är baserad på händelserna runt strejken 1968 som kvinnorna på River Plant, en anläggning utanför den egentliga Dagenham-fabriken, genomförde i protest mot könsdiskriminering som ledde fram till antagandet av Equal Pay Act 1970.